# Zbory Boże we Francji
Zbory Boże we Francji (fr. Assemblées de Dieu de France) – chrześcijański wolny kościół protestancki o charakterze ewangelikalnym nurtu zielonoświątkowego działający we Francji, wchodzący w skład Światowej Wspólnoty Zborów Bożych. Zbory Boże we Francji liczą ponad 100 tysięcy wiernych (w tym 42 tys. ochrzczonych dorosłych członków) zrzeszonych w 428 zborach, co czyni je drugą ewangelikalną i zielonoświątkową denominacją w kraju, po cygańskim związku „Życie i Światło”. Francuscy zielonoświątkowcy utrzymują kilkudziesięciu misjonarzy w kilkunastu krajach frankofońskich.
Zbory Boże we Francji są członkiem Narodowej Rady Ewangelicznych Chrześcijan we Francji (CNEF).
Początek ruchu zielonoświątkowego we Francji przypada na wczesne lata dwudzieste i jest związany z takimi postaciami jak: Héléne Biolley, Douglas Scott i Pierre Nicolle.

## Przekonania
Przekonania Zborów Bożych we Francji zawarte są w ich wyznaniu wiary:

Kościół wierzy w:
1. Pismo Święte stanowi Słowo natchnione przez Boga; jest to nieomylna reguła wiary i postępowania Zboru w ogóle i każdego chrześcijanina indywidualnie.
2. Jedność i jedyność prawdziwego, żyjącego Boga, który samoistnie istnieje od wieków: "Ja Jestem", który objawił się jako jeden w trzech osobach.
3. Upadek człowieka, który został stworzony jako czysty i niewinny, ale upadł w grzech samowolnie przekraczając prawo Boże.
4. Zbawienie w Jezusie Chrystusie, który zmarł za nasze grzechy, został pogrzebany i powstał z martwych. Odkupienie zostało uzyskane przez Jego krew.
5. Chrzest przez zanurzenie, ustanowiony dla tych, którzy przeszli przez opamiętanie i którzy przyjęli Jezusa Chrystusa jako Pana i Zbawiciela.
6. Chrzest w Duchu Świętym, którego znakiem początkowym jest mówienie innymi językami.
7. Dary Ducha Świętego i różnorodne posługi według Nowego Testamentu.
8. Świętość życia (myśli, słów, postępowania), w posłuszeństwie wobec Bożego przykazania "Świętymi bądźcie".
9. Boże uzdrowienie, tzn. uwolnienie od choroby uzyskane przez ofiarę Jezusa na Golgocie.
10. Wieczerzę świętą albo komunię, pod dwiema postaciami ustanowiona dla wszystkich wierzących, aż do powrotu Pana.
11. Wieczne potępienie dla tych, którzy nie zostali zapisani w Księdze Życia.